# LIFE ON DA BEAT
『LIFE ON DA BEAT』（ライフ・オン・ダ・ビート）は、男性4人組ダンスユニットLeadが2003年4月23日に発売した1枚目のアルバムである。

## 概要
シングル3曲、カップリング曲1曲が収録された、初のオリジナル・アルバム。
初回特典はオリジナルステッカー（全5種）、イベント参加券（全国5カ所開催）・オリジナルTシャツ抽選券・直筆サイン入り「Lead特大プレミアムボード」応募案内・オリジナル待ち受け画面、壁紙がダウンロードできるURL付きリーフレット。

## 収録曲
1. Prelude
（作曲：bariken & KATSU）
インスト曲。
2. ONE FOR DA SOUL
（作詞、編曲：笹本安詞 / 作曲：KATSU & 阿久津健太郎）
テレビ東京系『冒険遊記プラスターワールド』エンディング・テーマ
3. Step by Step -traditional groovin' mix-
（作詞：阿久津健太郎 / ラップ詞：KATSU / 作曲、編曲：笹本安詞 / ストリングス・アレンジ：弦一徹）
2ndシングルのカップリング曲。アルバム用にミックスが変更されている。
4. 真夏のMagic
（作詞、作曲、編曲：笹本安詞）
日本テレビ系『ZZZ』内「ろみひー」、「あんたにグラッチェ!」、「Chanoma girls」各8月度エンディング・テーマ
パル企画配給映画『十七歳』主題歌
デビュー・シングル。
5. LOVE RAIN
（作詞：KATSU / 作曲、B.G.Vアレンジ：笹本安詞 / 編曲：h-wonder）
6. "Show me the way"
（作詞、作曲、編曲：笹本安詞）
TBS系『サンデージャポン』エンディング・テーマ
2ndシングル。
7. 導線
（作詞：KATSU / 作曲：笹本安詞 & KATSU / 編曲：笹本安詞）
8. Be Happy
（作詞：阿久津健太郎 / 作曲、編曲：笹本安詞）
NHK教育「ドラマ愛の詩」『天使みたい Twin Angel's Story』エンディング・テーマ
9. SHAKE UP
（作詞、作曲：MOTSU / 編曲：h-wonder & MOTSU）
10. 永遠の一秒
（作詞：小林和子 / ラップ詞：KATSU / 作曲、編曲：笹本安詞）
11. FLY AWAY
（作詞：笹本安詞 & KATSU / ラップ詞：KATSU / 作曲、編曲：笹本安詞 / ストリングス・アレンジ：弦一徹）
パル企画配給映画『棒たおし!』主題歌
TBS系『U-CDTV』2月度オープニングテーマ
3rdシングル。
12. Only You Can Hurt Me
（作詞：阿閉真琴 / 作曲、B.G.Vアレンジ：gr8 master / 編曲：h-wonder）
13. I want ya
（作詞、作曲、編曲：笹本安詞 / ホーン・アレンジ：YAKON）